# Championnat de Somalie de football 2014-2015
Navigation
Édition précédente Édition suivante
La saison 2014-2015 du Championnat de Somalie de football est la 42e édition du championnat de première division nationale. Les dix clubs engagés sont regroupés au sein d'une poule unique où ils s'affrontent à deux reprises au cours de la saison. À l'issue du championnat, les deux derniers du classement sont relégués et remplacés par les deux meilleurs clubs de deuxième division.
C'est le Heegan Football Club qui remporte la compétition cette saison après avoir terminé en tête du classement final, avec un seul point d'avance sur le tenant du titre, Banaadir Sports Club et deux sur Jeenyo United. Il s'agit du tout premier titre de champion de Somalie de l'histoire du club.

## Participants
- Elman Football Club
- Savana FC
- Sahafi FC - Promu de Second Division
- Banaadir Sports Club
- Horsed Football Club
- Jeenyo United
- Dekedaha Football Club
- Gaadiidka FC
- SomaliFruit FC - Promu de Second Division
- Heegan Football Club

## Compétition

### Classement
Le classement est établi sur le barème de points classique (victoire à 3 points, match nul à 1, défaite à 0). Pour départager les égalités, on tient d'abord compte de la différence de buts générale, puis du nombre de buts marqués, puis des confrontations directes.
| Rang | Équipe                 | Pts | J  | G  | N | P  | Bp | Bc | Diff |
| ---- | ---------------------- | --- | -- | -- | - | -- | -- | -- | ---- |
| 1    | Heegan Football Club   | 36  | 18 | 11 | 3 | 4  | 38 | 12 | +26  |
| 2    | Banaadir Sports ClubT  | 35  | 18 | 10 | 5 | 3  | 31 | 11 | +20  |
| 3    | Jeenyio United         | 34  | 18 | 10 | 4 | 4  | 39 | 19 | +20  |
| 4    | Dekedaha Football Club | 31  | 18 | 10 | 1 | 7  | 27 | 18 | +9   |
| 5    | Elman Football Club    | 29  | 18 | 7  | 8 | 3  | 25 | 18 | +7   |
| 6    | Gaadiidka FC           | 24  | 17 | 7  | 3 | 7  | 20 | 17 | +3   |
| 7    | Sahafi FCP             | 22  | 18 | 6  | 4 | 8  | 28 | 24 | +4   |
| 8    | Horsed Football ClubC  | 17  | 18 | 5  | 2 | 11 | 15 | 34 | -19  |
| 9    | SomaliFruit FCP        | 17  | 17 | 5  | 2 | 10 | 16 | 37 | -21  |
| 10   | Savana FC              | 5   | 18 | 1  | 2 | 15 | 16 | 65 | -49  |

|  | Qualification pour la Coupe Kagame inter-club 2015                                    |
|  | Participation au barrage de relégation                                                |
|  | Relégation directe en Second Division                                                 |
|  | T : Tenant du titre C : Vainqueur de la Coupe de Somalie P : Promu de Second Division |

- Le résultat de la rencontre entre Gaadiidka FC et SomaliFruit FC, lors de la 6e journée, n'est pas entériné car les deux formations ont aligné des joueurs non qualifiés pour le championnat. Le match n'est pas rejoué.

### Barrage de relégation
Horsed Football Club et SomaliFruit FC ayant terminé à égalité de points à la 8e place, un barrage est organisé pour départager les deux formations.
| Équipe 1             | Résultat | Équipe 2       |
| -------------------- | -------- | -------------- |
| Horsed Football Club | 1 - 0    | SomaliFruit FC |

## Bilan de la saison
| Championnat de Somalie de football 2014-2015 |                                  |
| Champion                                     | Heegan Football Club (1er titre) |
| Coupes et trophées                           |                                  |
| Vainqueur de la Coupe de Somalie 2014-2015   | Horsed Football Club             |
| Qualifications continentales                 |                                  |
| Ligue des champions de la CAF 2016           | Aucun                            |
| Coupe de la confédération 2016               | Aucun                            |
| Coupe Kagame inter-club 2015                 | Heegan Football Club             |
| Promotions et relégations                    |                                  |
| Promus en First Division                     | Badbaado FC                      |
| Promus en First Division                     | Singjet FC                       |
| Relégués en Second Division                  | SomalFruit FC                    |
| Relégués en Second Division                  | Savana FC                        |